# 4893 Seitter
A 4893 Seitter (ideiglenes jelöléssel 1986 PT4) a Naprendszer kisbolygóövében található aszteroida. Eric Walter Elst, Ivanova, V. G. fedezte fel 1986. augusztus 9-én.